# Edixon Perea
Edixon Perea Valencia (Cáli, 20 de abril de 1984) é um ex-futebolista colombiano que atuava como atacante. 

## Carreira
Perea começou sua carreira em 2001, no Atlético Huila, da Colômbia. Em seguida, passou por Deportivo Pasto e logo depois se destacou pelo Atlético Nacional, de Medellín, onde foi o principal artilheiro, até ser contratado pelo Bordeaux, da França. Na Europa, teve muitas lesões, o que acabou prejudicando seu desempenho.
No final de 2007, Perea foi negociado com o Grêmio. Comprado por US$1,3 milhão, o jogador passou a integrar o elenco em janeiro de 2008.
Marcou seu primeiro gol pelo Grêmio apenas na sua sexta partida , contra o Jaciara, pela Copa do Brasil. Nesse mesmo jogo, marcou mais três vezes , totalizando quatro tentos na partida, que acabou em 6 a 0. No jogo seguinte, Perea protagonizou um gol antológico, contra a Ulbra: Soares cruzou rasteiro e o jogador colombiano marcou um golaço de letra, no meio das pernas do goleiro Rafael Dal-Ri; Perea ainda balançou as redes mais um vez nesta partida.
Perea foi eleito para fazer parte da seleção do Campeonato Gaúcho de 2008. O atacante também marcou o gol de número 10 mil do Grêmio, no dia 24 de maio de 2008, em jogo contra o Náutico (o segundo gol do clube gaúcho na partida), válido pelo Campeonato Brasileiro.
Perea sofreu uma cirurgia no joelho esquerdo ainda na pré-temporada do Grêmio, e ficou 4 meses parado. E ainda com as chegadas de Alex Mineiro, Maxi López e Herrera especulou-se que ele fosse negociado com outro clube. Mas o próprio jogador admitiu não ter propostas e desejou continuar no tricolor gaúcho.
No dia 16 de agosto de 2009, Perea voltou a atuar como titular após 8 meses, recuperando-se de uma grave lesão ainda na pré-temporada da equipe. O jogo foi contra o Flamengo do Rio de Janeiro, válido pela 19ª rodada do Campeonato Brasileiro de 2009. Perea marcou o primeiro gol da equipe aos 15 minutos do primeiro tempo, após cruzamento de Jadílson pela esquerda. A partida terminou 4-1 para o Grêmio. E Perea, ao final de jogo, deu a seguinte declaração aos repórteres: "Estou muito feliz. Todos me tratam bem aqui e espero ficar muito anos aqui no Grêmio".
No dia 20 de janeiro de 2010, Perea acertou a sua rescisão de contrato com o Grêmio em troca de uma quantia de setecentos mil reais.

### Seleção
Perea integra, desde 2004, a Seleção Colombiana. Por ela, participou da Copa América de 2007.

## Estatísticas
| Clube  | Competição                           | Jogos | Gols |
| ------ | ------------------------------------ | ----- | ---- |
| Grêmio | Copa Sul-americana de 2008           | 1     | 1    |
| Grêmio | Copa Libertadores da América de 2009 | 1     | 0    |
| Grêmio | Campeonato Brasileiro de 2009        | 10    | 4    |

Atualizadas em 22 de janeiro de 2010